# Kapelaan van de duivel

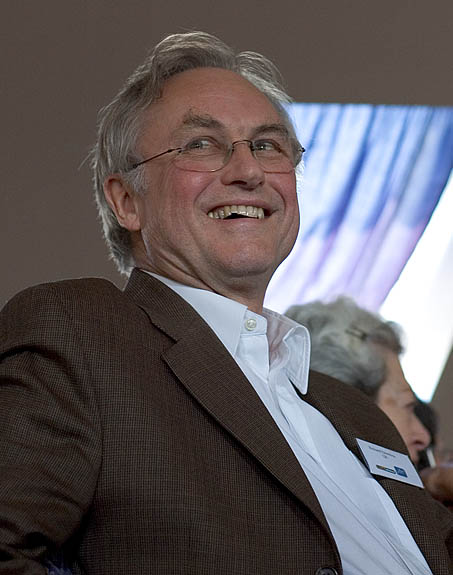
Evolutiebioloog Richard Dawkins

A Devil's Chaplain (in het Nederlands uitgegeven als Kapelaan van de duivel) is een non-fictieboek uit 2003. Samensteller Latha Menon (van Encarta Encyclopedia) heeft daarin, in samenwerking met auteur Richard Dawkins, een verzameling geselecteerd uit de artikelen, lezingen, tirades, reflecties, boekrecensies, voorwoorden, eerbetonen en eulogieën van de schrijver.
De titel is een verwijzing naar een citaat van Charles Darwin, waarin hij verzucht wat voor boek een kapelaan van de duivel wel niet zou kunnen schrijven over de wreedheid van de natuur. Daarmee verwijst hij naar zijn eigen ongeloof, aangezien een bestaande godheid wel een betere wereld zou scheppen.

## Onderdelen

### Hfd. 1: Science and Sensibility
- A Devil's Chaplain - Is een nooit eerder verschenen essay.
- What is True?
- Gaps in the Mind - Dawkins' bijdrage aan het Great Ape Project (GAP).
- Science, Genetics and Ethics: Memo for Tony Blair (voormalig ongepubliceerd).
- Trial by Jury - Betoog tegen het rechtssysteem met beoordelend jury's.
- Crystalline truth and Crystal Balls - Betoog tegen pseudowetenschap.
- Postmodernism Disrobed - Een betoog tegen een stroming die volgens Dawkins zoveel moeilijke (en doorgaans onlogische) woorden en zinnen gebruikt als mogelijk, om te verhullen dat het eigenlijk nergens over gaat.
- The Joy of Living Dangerously: Sanderson of Oundle

### Hfd 2: Light Will Be Thrown
- Light Will Be Thrown
- Darwin Triumphant
- The 'Information Challenge'
- Genes Aren't Us
- Son of Moore's Law

### Hfd 3: The Infected Mind
- Chinese Junk and Chinese Whispers
- Viruses of the Mind - Essay waarin Dawkins religie vergelijkt met een computervirus, van mens tot mens overgebracht door middel van memes.
- The Great Convergence
- Dolly and the Cloth Heads
- Time to Stand Up

### Hfd 4: They Told Me, Heraclitus
- Lament for Douglas
- Eulogy for Douglas Adams
- Eulogy for W.D. Hamilton
- Snake Oil

### Hfd 5: Even the Ranks of Tuscany
- Rejoicing in Multifarious Nature
- The Art of the Developable
- Hallucigenia, Wiwaxia and Friends - Een recensie van het boek met deze titel van Stephen Jay Gould, over wie heel het hoofdstuk gaat.
- Human Chauvinism and Evolutionary Progress
- Unfinished Correspondence with a Darwinian Heavyweight

### Hfd 6: There is All Africa and her Prodigies in Us
- Ecology of Genes
- Out of the Soul of Africa
- I Speak of Afrika and Golden Joys
- Heroes and Ancestors

### Hfd 7: A Prayer for My Daughter
- Good and Bad Reasons for Believing